# Lobo Mau (Vou te Comer)
Lobo Mau (Vou te Comer) é uma canção da cantora baiana Ivete Sangalo lançada apenas para o carnaval 2010, não estando presente em seu último álbum. A canção foi enviada para as rádios no dia 1 de fevereiro.

## Desempenho

### Posição nas paradas
| Paradas (2010)                                | Posição |
| --------------------------------------------- | ------- |
| BR Billboard Brasil Hot 100 Airplay           | 18      |
| BR Billboard Brasil Hot Pop Songs             | 5       |
| BR Billboard Brasil Regional Recife Hot Songs | 2       |
| BR Billboard Brasil Regional Salvador         | 1       |